# امیلی برودسکی
امیلی ئی. برودسکی استاد علوم زمین در دانشگاه کالیفرنیا، سانتا کروز است. او به مطالعه ویژگی‌های فیزیکی بنیادین زمین‌لرزه‌ها و همچنین لرزه‌شناسی آتشفشان‌ها و رانش زمین می‌پردازد.
در سال ۲۰۲۳، او به عضویت آکادمی ملی علوم انتخاب شد.

## اوایل زندگی و تحصیلات
برودسکی مدرک کارشناسی خود را با درجه کوم لائود از دانشگاه هاروارد در سال ۱۹۹۵ دریافت کرد. در دوران تحصیل در هاروارد، او تلویزیون دانشجویی هاروارد را راه‌اندازی کرد. برودسکی برای دکترای خود به کالیفرنیا رفت و در سال ۲۰۰۱ از مؤسسه فناوری کالیفرنیا فارغ‌التحصیل شد.
تحقیقات او روی نظریه انتشار اصلاح‌شده، مکانیزمی که توضیح می‌دهد چگونه موج‌های کرنش ترکیبات آلی فرار را به داخل حباب‌ها پمپ می‌کنند، تمرکز داشت.
نظریه انتشار اصلاح‌شده می‌تواند کرنش دینامیکی را از لرزش آتشفشانی یا زمین‌لرزه تکتونیکی به کرنش استاتیک داخل اتاق ماگما منتقل کند.
بلافاصله پس از فارغ‌التحصیلی، برودسکی به دانشگاه کالیفرنیا، سانتا کروز پیوست. در اینجا، او به چندین پژوهشگر فوق دکتری تحت حمایت بنیاد ملی علوم-MARGINS، از جمله هدر ام. ساوج و کریستی دی. روو، کمک کرد تا حرفه‌های خود را در زمینه ژئوفیزیک آغاز کنند.

## پژوهش‌ها و حرفه

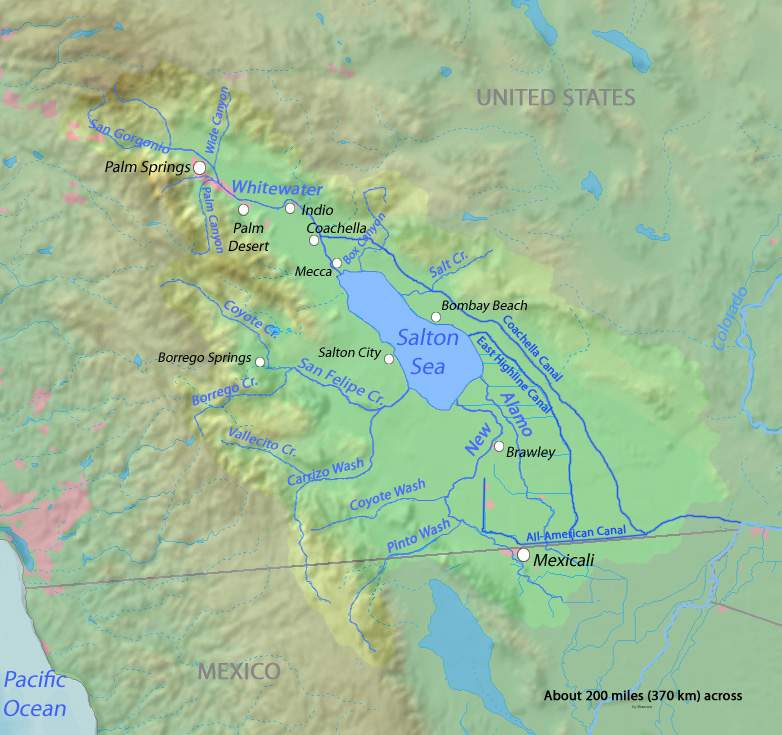
نقشه منطقه زهکشی دریاچه سالتون در حوضه سالتون سینک اندورئیک

برودسکی به‌طور گسترده به مطالعه فیزیک زمین‌لرزه‌ها پرداخته است. او علل تحریک زمین‌لرزه‌ها، هیدروژئولوژی و ساختار زون گسل را بررسی کرده است. تأثیر زمین‌لرزه‌ها بر زمین‌لرزه‌های بعدی ("تحریک") هنوز به‌طور کامل درک نشده است. برودسکی نشان داد که امواج لرزه‌ای می‌توانند لرزه‌خیزی منطقه‌ای را تحریک کنند.
او دریافت که موج‌های کرنش دینامیکی ناشی از یک زمین‌لرزه می‌توانند زمین‌لرزه‌های دیگری را آغاز کنند.
برودسکی دیدگاه کنترل تحریک زمین‌لرزه توسط کرنش استاتیک را به چالش کشید و دریافت که پس‌لرزه‌ها توزیعات مشابهی با زمین‌لرزه‌های اصلی دارند.
او نشان داد که با استفاده از دامنه زمین‌لرزه‌های قبلی، می‌توان تحریک زمین‌لرزه را در تمامی فواصل پیش‌بینی کرد.
با مطالعه میدان زمین‌گرمایی دریاچه سالتون، برودسکی نشان داد که رابطه‌ای میان فعالیت انسانی و فعالیت لرزه‌ای وجود دارد.
لغزش‌های گسل می‌توانند باعث شکست سنگ‌های نزدیک شوند، شکل سطح زیرین را تغییر دهند و سنگ‌های کف را به پودر تبدیل کنند.
برودسکی و همکارانش نشان داده‌اند که امواج لرزه‌ای می‌توانند شکاف‌ها را باز کنند و نفوذپذیری سنگ‌های شکسته را تغییر دهند. تحقیقات او همچنین نشان داد که افزایش فشار می‌تواند باعث تغییرات در آب‌های زیرزمینی در هنگام زمین‌لرزه‌ها شود.
پس از زمین‌لرزهها، برودسکی به حفاری عمیق در زون گسل پرداخت تا دما را پایش کند.
او زمین‌لرزه و سونامی توهوکو ۲۰۱۱ را مطالعه کرد و یک سری پالس‌های دما را یافت که به دلیل جریان مایعات از طریق زون نفوذپذیری افزایش‌یافته رخ می‌دهند. بلافاصله پس از زمین‌لرزه، زون گسل می‌تواند آسیب‌دیده و نفوذپذیری بالاتری داشته باشد، اما در عرض چند ماه بهبود می‌یابد.
به‌طور کلی، زمین‌لرزه‌ها زمانی تحریک می‌شوند که فشار تکتونیکی بر اصطکاک غلبه کند و برودسکی به دلیل علاقه‌اش به علل ایجاد این اصطکاک مورد توجه قرار گرفت. او نشان داد که ضریب اصطکاک پس از زمین‌لرزه و سونامی توهوکو ۲۰۱۱ به‌طور قابل توجهی کمتر از حد انتظار بود.
علاوه بر زمین‌لرزه‌ها، برودسکی به مطالعه آتشفشان‌ها، چشمه‌های آب‌فشان، رانش زمین و رودخانه‌ها پرداخته است.
گاهی اوقات، آتشفشان‌ها به وسیله زمین‌لرزه‌های دوردست تحریک می‌شوند. برودسکی پیش‌بینی کرد که علاوه بر رشد حباب‌ها و واژگونی اتاق‌های ماگما، آتشفشان‌ها می‌توانند به دلیل شکست سنگ‌های اطراف یک اتاق ماگما تحریک شوند.